# کوواکوو
کوواکوو (به لهستانی:  Kołaków) یک روستا در لهستان است که در گمینا دانبرووکا واقع شده‌است. کوواکوو  ۳۸۷ نفر جمعیت دارد.